# GRB 090429B
GRB 090429B е гама експлозия (GRB) регистрирана на 29 април 2009 г. посредсвом космическия апарат Swift с продължителност 106 секунди. Излъчването е регистрирано само с рентгеновия телескоп. Оптичният и ултравиолетовият телескоп не регистрират нищо. Около 2.5 часа след гама експлозията обсерваторията Джемини регистрира ярък обект в инфрачервената област. Галактика на източника на гама експлозията не е открита нито с Джемини, нито с телескопа Хъбъл. Оценка за разстоянието до източника е публикувана едва през 2011 г. на приблизително 13.14 милиарда светлинни години. С вероятност 90% червеното отместване е оценено z=9.06, т.е. това е един от най-отдалечените наблюдавани обекти, като все пак долната граница на оценката е z>7.
Отделеното количество енергия е оценена на 3.5 × 1052 erg. За сравнение светимостта на Слънцето е 3.8 × 1033 erg/s.